# Physalospora aquatica
Physalospora aquatica är en lavart som beskrevs av Ingold 1955. Physalospora aquatica ingår i släktet Physalospora och familjen Hyponectriaceae.   Inga underarter finns listade i Catalogue of Life.